# Mont-Saint-Éloi
Mont-Saint-Éloi é uma comuna francesa na região administrativa de Altos da França, no departamento de Pas-de-Calais. Estende-se por uma área de 15,9 km².
Mont-Saint-Éloi está localizada 8 km a noroeste de Arras, ns junção das estradas D341 e D49 roads, às margens do rio Scarpe.
As ruínas da igreja da abadia de Mont-Saint-Éloi, destruída em 1783, foram listadas como monumentos históricos em 8 de junho de 1921.
|  |

## Demografia
| 1793 | 1800 | 1806 | 1821 | 1831  | 1836 | 1841  | 1846  | 1851  |
| ---- | ---- | ---- | ---- | ----- | ---- | ----- | ----- | ----- |
| 625  | 595  | 623  | 603  | 1 000 | 997  | 1 068 | 1 075 | 1 069 |

| 1856  | 1861  | 1866  | 1872  | 1876  | 1881  | 1886  | 1891  | 1896  |
| ----- | ----- | ----- | ----- | ----- | ----- | ----- | ----- | ----- |
| 1 115 | 1 094 | 1 155 | 1 193 | 1 206 | 1 130 | 1 202 | 1 169 | 1 157 |

| 1901  | 1906  | 1911  | 1921  | 1926  | 1931  | 1936 | 1946  | 1954  |
| ----- | ----- | ----- | ----- | ----- | ----- | ---- | ----- | ----- |
| 1 187 | 1 183 | 1 219 | 1 003 | 1 095 | 1 080 | 998  | 1 119 | 1 507 |

| 1962 | 1968  | 1975  | 1982  | 1990 | 1999  | 2008  | - | - |
| --- | ----- | ----- | ----- | ---- | ----- | ----- | - | - |
| 1 053 | 1 042 | 1 056 | 1 023 | 982  | 1 018 | 1 011 | - | - |
| Para os censos de 1962 a 2006 a população legal corresponde à popolução sem duplicidades, segundo define o INSEE. |       |       |       |      |       |       |   |   |